# Projekt 613
Projekt 613 (v kódu NATO třída Whiskey) je třída stíhacích ponorek středního dosahu, postavených v Sovětském svazu v době studené války. Pro sovětské námořnictvo bylo postaveno plných 215 ponorek této třídy (dalších 21 vzniklo v ČLR), která byla rovněž rozsáhle exportována. Celkem bylo spřáteleným zemím dodáno 37 ponorek projektu 613.

## Pozadí vzniku

Nákres ponorky projektu 613

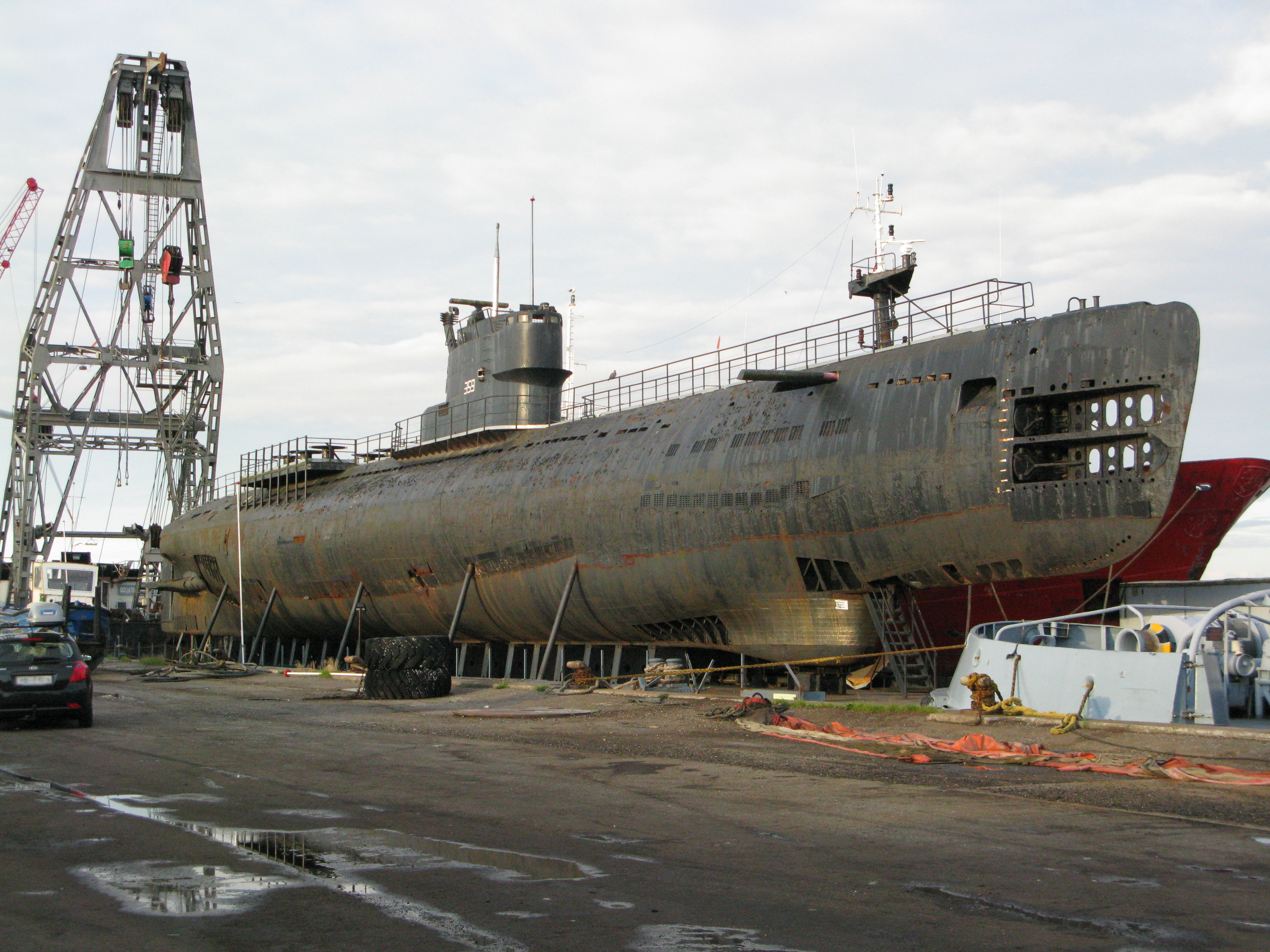
Ponorka S-359

Ponorky projektu 613 byly vyvinuty jako náhrada druhoválečných ponorek třídy S. V jejich konstrukci byly využity zkušenosti ze studia čtyř německých ponorek typu XXI, které SSSR získal po druhé světové válce. Na rozdíl od oceánských ponorek typu XXI však projekt 613 představoval poněkud menší plavidla se středním dosahem (původní německé konstrukci v tomto ohledu mnohem více odpovídala sovětská třída Zulu). Sovětské loděnice v Leningradu, Nikolajevu a Gorkém postavily mezi lety 1951–1957 plných 215 ponorek této třídy, což mělo nemalý vliv na fungování protiponorkové obrany NATO v Severním Atlantiku. Plavidla byla provozována po celou studenou válku a ještě v roce 1992 jich mělo Námořnictvo Ruské federace 20 kusů. Poté je však rychle vyřadilo.

## Konstrukce
Společnou výzbroj všech základních variant byly čtyři příďové a dva záďové 533mm torpédomety. Celkem ponorky nesly 12 torpéd či 24 námořních min. Pohonný systém tvořily dva dieselové motory a dva elektromotory. Ponorka dosahovala nejvyšší rychlosti 18 uzlů na hladině a 13,5 uzlu pod hladinou.

## Varianty

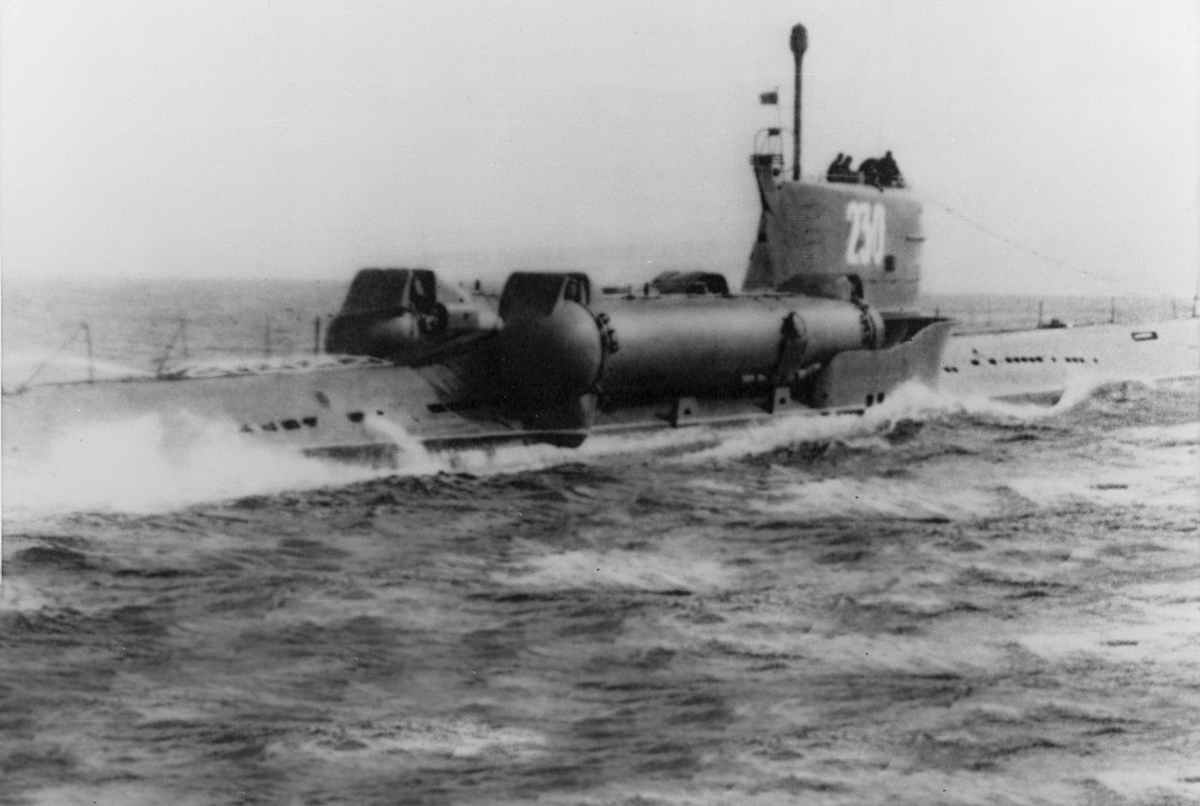
Whiskey Twin Cylinder

- Whiskey I – základní stíhací verze. Nesla dvouhlavňový protiletadlový 25mm kanón na přední části nástavby.
- Whiskey II – základní stíhací verze. Nesla dvouhlavňový protiletadlový 25mm kanón na přední části nástavby, který doplňoval 57mm dvojkanón (v některých případech ho nahradil 76mm kanón).
- Whiskey III – základní stíhací verze bez hlavňové výzbroje.
- Whiskey IV – základní stíhací verze. Nesla dvouhlavňový protiletadlový 25mm kanón na přední části nástavby.
- Whiskey V – základní stíhací verze bez hlavňové výzbroje.
- Whiskey Single Cylinder – experimentální přestavba jedné ponorky na nosič jedné protilodní střely P-5 (v kódu NATO SS-N-3 Shaddock).
- Whiskey Twin Cylinder (projekt 644) – přestavba šesti ponorek na nosiče dvou protilodních střel P-5, uložených ve dvou kontejnerech za věží.
- Whiskey Long Bin (projekt 665) – přestavba šesti ponorek na nosiče čtyř protilodních střel P-5, umístěných ve velké nástavbě.
- Whiskey Canvas Bag (projekt 640) – přestavba čtyř ponorek na radarové ponorky.

## Zahraniční uživatelé
- Albánie – čtyři ponorky
- Bulharsko – dvě ponorky

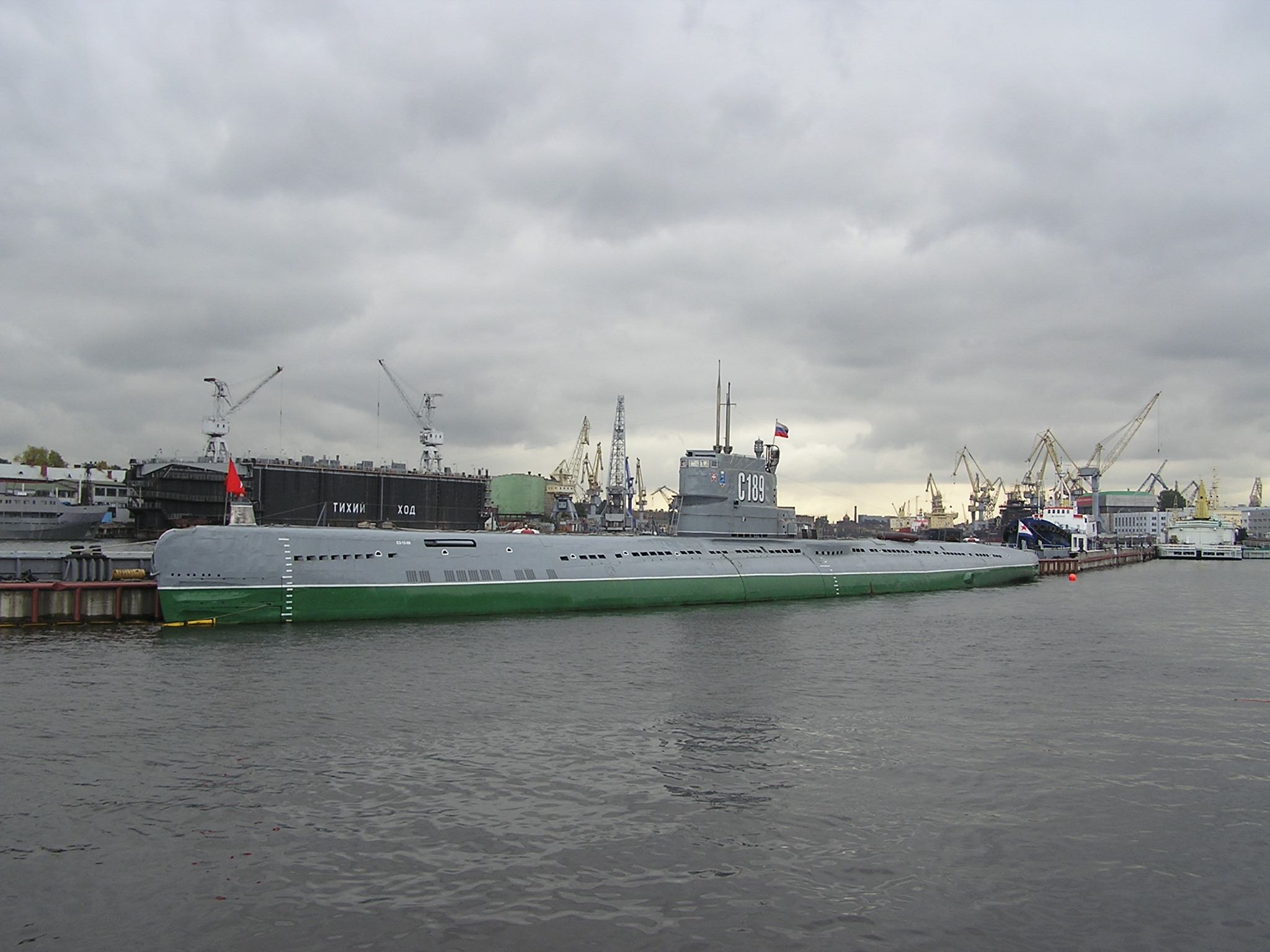
Ponorka S-189 vystavená v Petrohradu

- Čína – šest ponorek dodáno ze SSSR a dalších 21 postaveno v domácích loděnicích jako typ 03.
- Egypt – sedm ponorek
- Indonésie – 12 ponorek
- Kuba – jedna ponorka
- Severní Korea – dvě ponorky
- Polsko – pět ponorek

## Dochované kusy
Dosud takovou ponorku vystavují jen 3 muzea na světě.

## V Česku
Jedna z těchto ponorek projektu 613 z roku 1954 se měla přepravovat do Prahy z Albánie v roce 2008 a mělo se v ní vytvořit vojenské muzeum. Byla v provozu do roku 1999.